# Migrantenliteratuur
Migrantenliteratuur (ook immigrantenliteratuur) is een benaming voor de literatuur die is geschreven door auteurs die met of zonder hun ouders naar zijn geëmigreerd. Bij deze auteurs betekent het veranderen van woonplaats meestal een taalverandering en/of een nationaliteitsverandering. Een verwant begrip is interculturele of multiculturele literatuur die alle literatuur omvat die is geschreven door auteurs met een migratie-achtergrond die schrijven vanuit een standpunt dat is gevormd door minstens twee culturen.
Nederlandse migrantenliteratuur is literatuur die in het Nederlands is geschreven door immigranten in Nederland of Vlaanderen. Deze literatuur wordt door lezers en recensenten ontvangen als een welkome verrijking en verruiming van de Nederlandse letterkunde.

## Receptie en thematiek
Ook in andere Europese landen zoals Duitsland, Frankrijk, Engeland, Italië en Spanje doet migrantenliteratuur het goed en worden vooral jonge allochtone schrijvers met open armen ontvangen door de uitgevers. De grote immigratiestromen in de tweede helft van de twintigste eeuw leidden tot het ontstaan van multiculturele samenlevingen, waarin zekerheden over culturele en nationale identiteit onder druk kwamen te staan. Dergelijke vragen worden uitgedrukt in de verhalen en reflecties van allochtone auteurs, en heel wat lezers in het ontvangend land vinden het blijkbaar boeiend zichzelf te zien door de (verbaasde, geamuseerde, kritische...) ogen van iemand uit een andere cultuur. Echter, niet iedere allochtone auteur gaat met deze stereotyperende analyse akkoord. Zo vindt Hafid Bouazza dat zijn schrijverschap niet wordt bepaald door zijn Marokkaanse achtergrond, en dat hij net als andere schrijvers zelf mag bepalen waarover hij wil schrijven. Hoe dan ook, de multiculturele samenleving is een feit, en het Nederlandse literaire landschap is in de eerste decennia van de 21e eeuw mee veranderd. 
De Nederlandse samenleving is aan het veranderen. Ook de hemel, de aarde, de straten, de ramen, de deuren, de mannen en vrouwen, de bomen en de vogels van de Nederlandse literatuur zijn aan het veranderen. Er rijzen bergen op in de polders en de dijk loopt door de woestijn.— (Kader Abdolah, Iraans banneling)

## Geschiedenis
De bevolkingsbewegingen van de 20e eeuw brachten een veelheid aan culturele veranderingen met zich mee, waarbij ook nieuwe interculturele literaturen ontstonden. In Nederland verschijnen vooral sinds de jaren 1990 boeken van immigranten die, nadat ze zich de taal hebben eigen gemaakt, een eigen kijk geven op de samenleving. Auteurs van vreemde origine die deze confrontatie met taal en cultuur hebben doorgemaakt en erin slaagden om door te dringen tot de Nederlandstalige literaire markt vindt men vooral in Nederland, en veel minder in Vlaanderen. Sinds 1990 zijn er in Nederland en Vlaanderen meer dan 250 titels verschenen die men tot de Nederlandse migrantenliteratuur rekent.

## Bekende auteurs en werken (selectie)
- Kader Abdolah (1954, Iran): De Adelaars (1993), Spijkerschrift (2000), Het huis van de moskee (2005)
- Naima Albdiouni (1981, geboren in Antwerpen, Marokkaanse achtergrond)
- Yasmine Allas (1967, Somalië): Idil, een meisje, De blauwe kamer
- Mani Amiri (1959, Iran)
- Samira Atari: Verkeerd verbonden
- Hassan Bahara (1978, Marokko): Een verhaal uit de stad Damsko
- Abdelkader Benali (1975, Marokko): Bruiloft aan zee (1996), De stem van mijn moeder (2009)
- Naima El Bezaz (1974-2020, Marokko): De weg naar het noorden (1995), Vinexvrouwen (2010)
- Fadoua Bouali: Bevrijd door Allah. Waarom een moslimvrouw haar mannen niet hoeft te gehoorzamen (2006), Had ik maar Frans gestudeerd (2007), Terugkeer. Een jaar in Marokko (2008)
- Hafid Bouazza (1970-2021, Marokko): De voeten van Abdullah (1996), Paravion (2003)
- Hassnae Bouazza (1973, Marokko): Achter de Sluier - Verhalen over de kracht van de Arabische vrouw (1999), Een koffer vol citroenen - Herinneringen aan mijn moeder (2022)
- Khalid Boudou (1974, Marokko): De president
- Saïda Boujdaine (1975, Marokko)
- Bachir Boumaaza (1980, geboren in Borgerhout, Marokkaanse achtergrond)
- Hülya Cigdem: De importbruid (2008)
- Semira Dallali: Onbewoonbaar lichaam (2002)
- Al Galidi: Blanke Nederlanders doen dat wel
- Halil Gür (1951, Turkije): Gekke Mustafa en andere verhalen (1984)
- Said El Haji: De dagen van Sjaitan (2000), Goddelijke duivel (2007)
- Yusef El Halal: Man zoekt vrouw om hem gelukkig te maken
- Leila Houari: Zeïda, Ik zag de zee
- Moses Isegawa (1963, Oeganda):Abessijnse kronieken (1998)
- Murat Isik (1977, Turkije): Verloren Grond (2012), Wees onzichtbaar (2019)
- Hazim Kamaledin (1954, Irak)
- Öznur Karaca: Marsepeinen vingers (2017)
- Nasim Khaksar (1944, Perzië)
- Mustafa Kör (1976, Turkije): De lammeren (2007)
- Deniz Kuypers: De atlas van overal (2021)
- Rachida Lamrabet (1970, Marokko): Vrouwland (2007)
- Fouad Laroui: Vreemdeling: aangenaam (2001)
- Ramsey Nasr (1974, gemengd Nederlands-Palestijnse afkomst)
- Maja Panajotova (1951, Bulgarije)
- Aya Sabi: Verkruimeld land (2017)
- Hans Sahar (1974, Marokko)
- Jamil Shakely (1962, Koerdistan): De droom van de nachtruiker, De witte wolk, en Een vlinder aan het raam
- Vamba Sherif (1973, Liberia)
- Mustafa Stitou: Mijn vormen (1994), Varkensroze ansichten (2003)
- Naema Tahir: Een moslima ontsluiert (2005)
- Dubravka Ugrešić (1949, Kroatië)
- Chika Unigwe (1974, Nigeria)
- Ayhan Uzala (Turkije)